# Bittacus lineatus
Bittacus lineatus är en näbbsländeart som beskrevs av Navás 1914. Bittacus lineatus ingår i släktet Bittacus och familjen styltsländor. Inga underarter finns listade i Catalogue of Life.